# Vegas Pro
Vegas Pro (Eigenschreibweise: VEGAS Pro, ehemals Sony Vegas Pro) ist eine kommerzielle Videoschnittsoftware des Unternehmens Magix Software GmbH. Sie eignet sich für Video- und Audioschnitt sowie Compositing.
Entstanden ist es aus einer Audiosoftware des Unternehmens Sonic Foundry. Vegas wird ausschließlich für Windows-PCs vertrieben. Die Software wurde bis Mai 2016 von Sony Creative Software entwickelt und gehört seitdem zu Magix.

## Kennzeichen
Besondere Kennzeichen sind die Möglichkeiten zur Workflow-Individualisierung durch Scripting und die Bedienung: Viele Bearbeitungsschritte geschehen direkt auf der Timeline. Windows-Standards wie Drag’n’Drop sorgen für einen einfachen Workflow. Auch externe Controller wie z. B. die MackieControlUniversal oder das Contour JogShuttle arbeiten mit der Software zusammen. Die Materialorganisation von Vegas umfasst Media-Manager, flexible Ordnerstruktur und Suchfunktion. Die verschiedenen integrierten Titelmodule können bei Bedarf z. B. mit Heroglyph von proDAD, Graffiti von BorisFX o. a. ergänzt werden. An Audiostandards unterstützt Vegas ASIO, VST und DirectX. Möglich sind auch Voiceover, CD-Mastering und Mehrspuraufnahmen. Die Effekt- und Compositingmöglichkeiten beinhalten eine Farbkorrektur, Chroma-Keying, weiche Zeitlupen – auch mit dynamischen Beschleunigungs- und Abbremsphasen –, Frameratenkonvertierung, Animationen im 3D-Raum, Parent-Child-Spurverknüpfungen mit Vererbung von Eigenschaften sowie diverse Import- und Exportfunktionen.
Als Programme lassen sich mit Vegas Pro verbinden: Hitfilm als Compositing-Software, Cubase SX z. B. über MidiTimeCode, die After-Effects-Plug-ins z. B. über BorisRed oder WaveLab über „Send to external Audio-Editor“. Vegas Pro kann daher neben dem Schnitt auch zum Zusammenführen weiterer Produktionsschritte einer Videoproduktion eingesetzt werden. Eine hohe Kompatibilität besteht durch Unterstützung von Windows-Standards, unter anderem OpenDML, DirectX, .NET-Scripting und Windows Media Video. Zusätzlich zu installierende Playback-Codecs sind für den Einsatz der Software nicht notwendig.
Ab Version 11 basiert die überwiegende Anzahl der internen Filter auf dem OFX-Standard, sodass beispielsweise das Keyframing jedes einzelnen Filterparameters auch per Bézierkurven steuerbar ist. Zudem wird nun die OpenCL-Architektur genutzt, um den Grafikprozessor sowohl zum Rendern als auch für verschiedene Bearbeitungsprozesse zu nutzen, um beispielsweise eine bessere Wiedergabeleistung bei Einsatz von Effekten zu erreichen.

## Formatunterstützung
Vegas Pro unterstützt neben DV und MPEG-2 HD-Formate wie XAVC, P2 AVC-Intra, HDCAM SR, HDV, AVCHD und XDCAM HD 422. Seit September 2008 unterstützt Vegas Pro in der Version 8.1 auf Basis von Windows Vista 64 zusätzlich 64-Bit-Systeme. Vegas Pro 9.0 wird von Grund auf als 32-Bit- und 64-Bit-Version ausgeliefert und unterstützt die 4K-Auflösung. Aktuelle Versionen unterstützen ausschließlich 64-Bit-Plattformen. Ab Version 10 wird auch die Bearbeitung von 3D-Material unterstützt. Version 14 unterstützt erstmals den Im- und Export von HEVC-Videos.

## Vegas Movie Studio
Vegas Movie Studio ist die Einsteiger-Variante von Vegas Pro. Diese Software enthält nicht dieselben professionellen Features wie Vegas Pro: SDI-Unterstützung, Remote-Controller, Scripting oder weitreichende Compositing-Möglichkeiten fehlen beispielsweise. Beibehalten wurde die vorkonfigurierte Vegas-Oberfläche. Das Movie-Studio-Projektformat kann auch mit Vegas Pro geöffnet werden.

## Alternativen
- Lightworks von Editshare
- Media Composer von Avid
- Premiere Pro von Adobe
- Edius von Grass Valley (Technicolor)
- Final Cut Pro von Apple
- Smoke von Autodesk
- MediaStudio Pro von Ulead
- Video Deluxe von Magix
- Media 100
- Kdenlive
- DaVinci Resolve von Blackmagic Design
- Cinelerra-GG Infinity (Linux, open source)